# José Manuel Soria

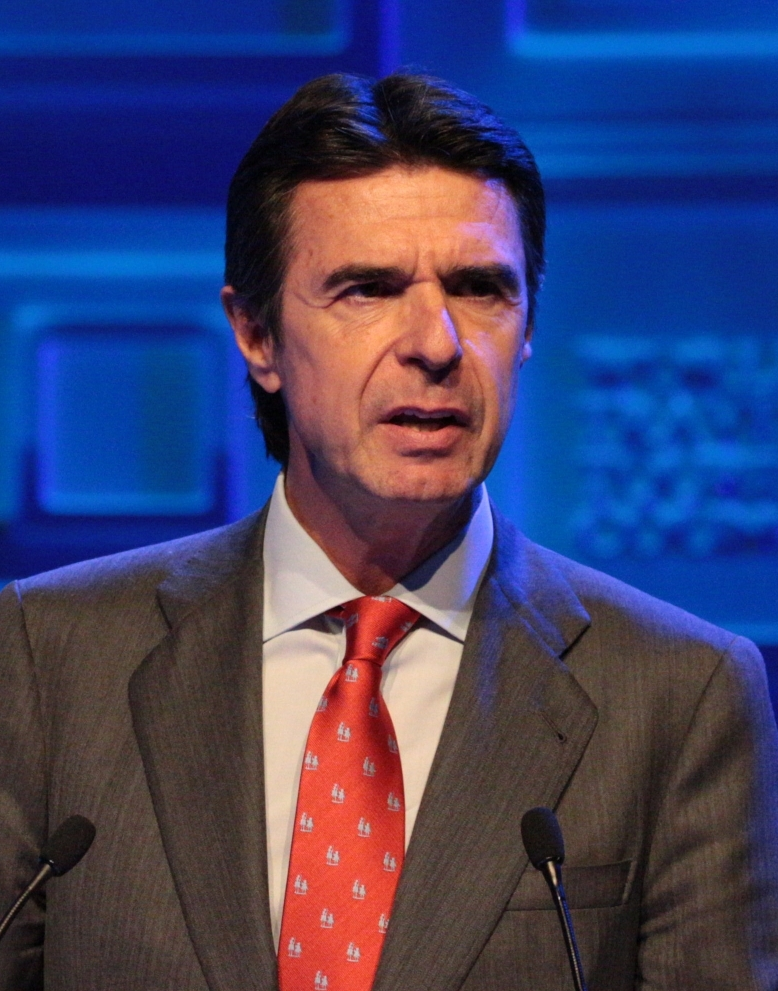
José Manuel Soria (2015)

José Manuel Soria López (* 5. Januar 1958 in Las Palmas de Gran Canaria) ist ein spanischer Politiker der Partido Popular (PP).

## Leben und Karriere
Soria ist der Sohn eines Obstexporteurs.
Er wuchs auf den Kanarischen Inseln auf und studierte Wirtschaftswissenschaften. Nach seinem Studienabschluss war er zwischen 1984 und 1989 Dozent für Mikroökonomie und Internationale Wirtschaft am Centro de Estudios Comerciales de Madrid und arbeitete in diesem Zeitraum im Handelsministerium.
Bei den Kommunalwahlen 1995 wurde er zum Bürgermeister von Las Palmas de Gran Canaria gewählt. Seine Wiederwahl 1999 war erfolgreich, sodass er dieses Amt bis 2003 ausübte. Ab Oktober 1999 war er Vorsitzender der PP auf den Kanarischen Inseln. Von 2003 bis 2011 war er Abgeordneter im Parlament der Kanarischen Inseln und ist dort seit 2003 Fraktionsvorsitzender der PP. Anschließend war er von Juni 2003 bis Juli 2007 Präsident des Cabildos von Gran Canaria, der Inselregierung von Gran Canaria. Als er Tiefenbohrungen durch den Energetikkonzern Repsol nach Gas und Erdöl im Atlantik vor der Inselgruppe genehmigte, löste dies heftige Proteste aus. 2007 wurde er zwar wiedergewählt, musste das Amt aber schon zu Beginn der Legislaturperiode wegen eines Misstrauensvotums abgeben. Zwischen Juli 2007 und Oktober 2010 war er Vizepräsident der Regierung der Kanarischen Inseln unter Präsident Paulino Rivero.
Ab 2011 war er Abgeordneter im Congreso de los Diputados für den Wahlkreis Gran Canaria. Am 22. Dezember 2011 wurde er zum Minister für Industrie, Tourismus und Handel im Kabinett Rajoy I ernannt.
Er trat am 15. April 2016 von seinem Amt zurück, nachdem ausweislich der Panama Papers öffentlich wurde, dass er als Direktor von Briefkastenfirmen auf den Bahamas und der britischen Kanalinsel Jersey ist und zusammen mit anderen Mitgliedern seiner Familie, ein Netzwerk von Briefkastenfirmen in diesen Steueroasen betreibt. Zunächst leugnete er, schließlich sei der Familien Name Soria in Spanien nicht selten, auch die Kombination der Vornamen José und Manuel sei populär. Erst als der Fernsehsender La Sexta, der an der Auswertung der Panama Papers beteiligt war, Dokumente der Firma Mechanical Trading Ltd. auf Jersey präsentierte, um seine Unterschriften mit denen aus Dienstanweisungen aus seinem Ministerium zu vergleichen, trat er von allen politischen Ämtern zurück. Er gab auch den Vorsitz der PP auf den Kanaren auf, wo er wegen bereits in mehreren Korruptionsaffären impliziert war.
Soria ist verheiratet und hat zwei Kinder.